# Actoés IV
Actoés IV (em grego clássico: Αχθωης; romaniz.: Achthoes) ou Queti IV (em egípcio: ḫtj(j)) foi o sétimo faraó da IX ou X dinastia. É atestado no Cânone de Turim, uma lista real do tempo de Ramessés II, após o nome de Actoés III e antes do de Xede.